# Zonula adhaerens
Zonula adhaerens  eller adherens junctions är en form av celladhesion som sker mellan epitelceller. Den utgörs av extracellulära bindningsproteiner, cadheriner, som förbinder celler med varandra, genom att fästa mot andra cellers cadheriner. Cadherinerna är i sin tur transmembrana, och fäster i cellens cytosol mot en speciell del av cytoskelettet som utgörs av ett "bälte" av aktin och myosinfilament via adapterproteiner. Adapterproteinerna är betacatenin, alfacatenin och p120, ibland kallat deltacatenin.
Betacatenin är särskilt viktigt eftersom det medierar information om cellkontakt till cellen, vilket bland annat styr celldelning och apoptos. Detta är en process som involverar bland annat via enzymet GSK3beta och APC.